# Rhytidocaulon fulleri
Rhytidocaulon fulleri är en oleanderväxtart som beskrevs av John Jacob Lavranos och Mortimer. Rhytidocaulon fulleri ingår i släktet Rhytidocaulon och familjen oleanderväxter. Inga underarter finns listade i Catalogue of Life.